# Arthur E. Powell
Arthur Edward Powell, spesso abbreviato in Arthur E. Powell (Newtown, 27 settembre 1882 – Los Angeles, 20 marzo 1969), è stato uno scrittore statunitense.

## Vita e opere
Nato in Galles, prestò servizio col grado di capitano nell'Esercito Britannico in India. Qui si affiliò alla Società Teosofica, legandosi in matrimonio con Hilda Hodgson-Smith, figlia di un segretario di Leadbeater. Negli anni 30, la coppia si trasferì in America del nord per un giro di conferenze: stabilendosi definitivamente a Los Angeles, entrambi vennero naturalizzati statunitensi.
Arthur E. Powell è noto come scrittore di libri teosofici.
Rivolse i suoi interessi principali allo studio della coscienza. Approfondì in particolare le tematiche esposte nelle opere di Madame Blavatsky, Charles Webster Leadbeater e Annie Besant, e scrisse una notevole e celebre sintesi della loro dottrina teosofica, in cinque volumi pubblicati in inglese all'inizio del '900; stampati in Italia da "Alaya" e "Fratelli Bocca Editori", furono in parte riediti, di recente, da Bis Edizioni:
- Il Doppio Eterico (The Etheric Double, 1925)
- Il Corpo Astrale (The Astral Body, 1926)
- Il Corpo Mentale (The Mental Body, 1927)
- Il Corpo Causale (The Causal Body and the Ego, 1928)
- Il Sistema Solare (The Solar System, 1930)

| Controllo di autorità | VIAF (EN) 77230697 · ISNI (EN) 0000 0001 0918 2080 · SBN RAVV081087 · LCCN (EN) n50019548 · GND (DE) 1042032858 · BNE (ES) XX902334 (data) · BNF (FR) cb126601856 (data) · J9U (EN, HE) 987007463179105171 · NDL (EN, JA) 00453219 |